# Malaysische Basketballnationalmannschaft
Die malaysische Basketballnationalmannschaft repräsentiert Malaysia bei Basketball-Länderspielen der Herren. Größter Erfolg der malaysischen Nationalmannschaft war die Basketball-Weltmeisterschaft 1986, an der Malaysia anstelle des amtierenden Asienmeisters Philippinen teilnehmen durfte. Dort belegte Malaysia der 24. Platz bei 24 teilnehmenden Mannschaften. Als regelmäßiger Teilnehmer der Basketball-Asienmeisterschaften konnte Malaysia bisher noch keine Medaille bei den kontinentalen Meisterschaften erringen. Die besten Platzierungen waren zwei vierte Plätze 1977 und 1985.

## Abschneiden bei internationalen Wettbewerben

### Olympische Spiele
| - bisher nicht qualifiziert |

### Weltmeisterschaften
| - 1986 – 24. Platz |

### Asienmeisterschaften
| - 1960 – 7. Platz - 1963 – 5. Platz - 1965 – 6. Platz - 1967 – 8. Platz - 1969 – 7. Platz - 1971 – 5. Platz - 1973 – 9. Platz - 1975 – 8. Platz - 1977 – 4. Platz - 1979 – 7. Platz | - 1981 – 6. Platz - 1983 – 11. Platz - 1986 – 4. Platz - 1987 – 7. Platz - 1989 – 9. Platz - 1991 – 17. Platz - 1993 – 14. Platz - 1995 – 14. Platz - 1999 – 15. Platz - 2003 – 16. Platz | - 2005 – 16. Platz - 2011 – 11. Platz - 2013 – 15. Platz - 2015 – 16. Platz |

### Basketballwettbewerb bei denAsienspielen
| - 1958 – 10. Platz - 1962 – 9. Platz - 1966 – 8. Platz - 1970 – 9. Platz - 1978 – 7. Platz - 1982 – 7. Platz - 1986 – 5. Platz |